# Wilhelm Krane
Wilhelm Krane (* 25. Juni 1902 in Dortmund; † 4. August 1979 in Bad Bramstedt) war ein deutscher Arzt und Sanitätsoffizier. Er war zuletzt Amtschef des Wehrmedizinalamts im Dienstgrad Generalarzt, zuvor 1. April 1960 bis 31. März 1962 Generalarzt Sanitätstruppe / Inspizient Sanitätsdienststellen Heer im Truppenamt.

## Leben
Wilhelm Krane wurde geboren als Sohn des Reichsbahnbeamten Heinrich Adolf Friedrich Wilhelm Krane und seiner Frau Carolina Luisa, geborene Hueck. Er hatte einen jüngeren Zwillingsbruder, Karl Krane. 1918 meldete er sich unter Fälschung seines tatsächlichen Geburtsjahrs als vermeintlich 18-Jähriger freiwillig zum Kriegseinsatz und erlebte die letzten Kriegsmonate an der Westfront. Nach Kriegsende setzte er den Besuch des Gymnasiums weiter fort und beendete das Schuljahr erfolgreich, nur um sich anschließend für einige Monate einem der damals im Ruhrgebiet aktiven paramilitärischen Freikorps anzuschließen, die aktiv gegen die Sozialisierungsbewegung im Ruhrgebiet kämpften. Anschließend setzte er den Schulbesuch weiter fort und erreichte 1922 erfolgreich das Abitur. Vom danach begonnenen Chemiestudium wechselte er auf Grund der schlechten Berufsaussichten angesichts der Hyperinflation 1922–23 zur Medizin, legte im März 1927 das medizinische Staatsexamen ab und promovierte wenige Wochen später zum Dr. med. Nach vorübergehender Tätigkeit am Physiologischen Institut der Universität Münster erhielt Wilhelm Krane im Mai 1928 eine planmäßige Assistentenstelle an der Universitäts-Frauenklinik Münster.

### 1930 bis 1939
Am 1. Januar 1930 trat er in das Infanterie-Regiment 17 in Celle ein. Von dort kam er zur Sanitätsabteilung 1 in Ostpreußen, wo er in der Frauenstation des Standortlazaretts in Königsberg und als Truppenarzt tätig war. Nebenbei arbeitete er während dieser Zeit wissenschaftlich an der Universitäts-Kinderklinik Königsberg. Nach zwei Jahren wurde er Regimentsarzt beim Reiterregiment 9 in Fürstenwalde/Spree und später Adjutant des Wehrbereichsarztes III, Generalarzt Karl Kersting, in Berlin.
In der Zeit von Juli 1932 bis Dezember 1934 war Krane nebendienstlich als Volontärassistent an der Chirurgisch-Gynäkologischen Privatklinik von Karl Martin tätig. Seine schon vor Eintritt in die Reichswehr begonnene Facharztausbildung für Gynäkologie und Geburtshilfe setzte er an der Universitäts-Frauenklinik in München fort, wo er sich 1937 habilitieren konnte. 1938 wurde er Privatdozent an der Universität Leipzig.

### Zweiter Weltkrieg
Bei Kriegsbeginn 1939 übernahm er die Führung der 2. Sanitätskompanie der 14. Infanterie-Division und nahm am Überfall auf Polen teil. Während des Westfeldzuges 1940 war er I A beim Armeearzt der 16. Armee, Generalarzt Alexander Remus. Im Herbst 1940 wurde er Kommandeur der Sanitäts-Ersatz-Abteilung 13 in Bad Kissingen und 1941 wechselte er als Kommandeur zur Sanitäts-Ersatz-Abteilung 11 nach Bückeburg über. 1942 wurde er Divisionsarzt der 2. Panzer-Division in Russland und Ende 1943 Chef des Stabes und Stellvertreter des Heeresgruppenarztes Mitte, Generalstabsarzt Clemens Jaeckel. Zudem wurde er 1943 Außerordentlichen Professor der Universität Leipzig. Bei Kriegsende geriet er im Dienstgrad Oberstarzt in Schleswig-Holstein in britische Kriegsgefangenschaft.

### Nachkriegsjahre
Aus der britischen Kriegsgefangenschaft heraus wurde er zum militärischen Leiter des Reservelazaretts Bad Bramstedt befohlen, um diese Einrichtung wieder in ihre ursprüngliche zivile Nutzung als Kurbad zur Behandlung rheumatischer Erkrankungen zu überführen. In dieser Aufgabe wurde er auch endgültig aus britischer Kriegsgefangenschaft entlassen und führte als Oberarzt seine medizinischen und organisatorischen Aufgaben weiter fort. Als der Anteil medizinischer Aufgaben im Verhältnis zum Kurbetrieb immer weiter an Bedeutung verlor, machte er sich als Gynäkologe selbständig und baute 1950 in unmittelbarer Nähe zum Kurhaus Bad Bramstedt eine Privat-Frauenklinik mit über 70 Betten in Spitzenzeiten auf. 1958 trat er in die Bundeswehr ein und arbeitete zunächst an den Wochenenden nebenbei in seiner Klinik weiter. 1959 wurde die Klinik geschlossen und in eine Kurpension gewandelt.

### Tätigkeiten in der Bundeswehr
Am 1. März 1958 begann Krane seine zweite militärische Laufbahn als Oberstarzt und Wehrbereichsarzt II in Hannover. Vom 1. April 1960 bis 31. März 1962 stand er als Heeresarzt in Köln an der Spitze des Sanitätsdiensts des Heeres, bevor er am 1. April 1962 unter Beförderung zum Generalarzt Amtschef des Wehrmedizinalamts in Beuel wurde, das er bis zum Eintritt in den Ruhestand im Herbst 1964 leitete.

### Ruhestand
Bis 1977 war Krane wieder als Gynäkologe und Geburtshelfer mit eigener Praxis in Bad Bramstedt tätig. Eine schwere Krankheit zwang ihn 1977 zur Aufgabe seines Berufes, auf den Tag genau 50 Jahre nach Ablegung seines Medizinischen Staatsexamens.
Krane war zwei Mal verheiratet. Aus der ersten Ehe mit Christel Margarete Clara Krane, geb. Kaffke, gingen vier Kinder hervor, aus der zweiten Ehe mit Gertrud Krane, geb. Reinfeld, zwei Kinder.

## Auszeichnungen
- Eisernes Kreuz II. Klasse am 28. September 1939
- Kriegsverdienstkreuz 2. Klasse mit Schwertern am 1. September 1942
- Eisernes Kreuz I. Klasse am 9. April 1943
- Allgemeines Sturmabzeichen in Silber am 31. Januar 1944
- Großes Verdienstkreuz des Verdienstordens der Bundesrepublik Deutschland (1964)